# 要药分剂
《要药分剂》为清朝沈金鳌编写的中药学著作，成书于公元1773年，该书以宣、通、补、泻、轻、重、滑、涩、燥、湿等十剂分类，记载药物420种。书中还记载了前人的药学专著中的有关论述。